# Karibduva
Karibduva (Patagioenas inornata) är en fågel i familjen duvor inom ordningen duvfåglar.

## Utseende och läte
Karibduvan är en stor (38–40 cm), brunaktig duva. Fjäderdräkten är ljust gråbrun, på vingar och bröst rödaktig med smala vita kanter på vingtänkarna som formar ett vingband i flykten och en vit vingkant när den sitter. Lätet är ett ekande "whoo", "wo-oo" eller "oo-oo". 

## Utbredning och systematik
Karibduva behandlas antingen som monotypisk eller delas in i tre underarter med följande utbredning:
- P. i. inornata – förekommer på Kuba, Isle of Pines och Hispaniola
- P. i. exigua – förekommer på Jamaica
- P. i. wetmorei – förekommer på Puerto Rico

### Släktestillhörighet
Tidigare inkluderades arterna Patagioenas i Columba, men genetiska studier visar att de amerikanska arterna utgör en egen klad, där Gamla världens arter står närmare släktet Streptopelia.

## Status
Karibduvan är vida spridd, men beståndet är litet och den tros minska i antal. IUCN kategoriserar därför arten som nära hotad. Världspopulationen uppskattas till mellan 1000 och 4100 vuxna individer.